# Schweizer Badmintonmeisterschaft 1999
Die Schweizer Badmintonmeisterschaft 1999 fand vom 6. bis zum 7. Februar 1999 in Lausanne statt. Es war die 45. Auflage der nationalen Titelkämpfe im Badminton in der Schweiz.

## Medaillengewinner
| Disziplin    | Gold                                     | Silber                            | Bronze                             |
| ------------ | ---------------------------------------- | --------------------------------- | ---------------------------------- |
| Herreneinzel | Thomas Wapp                              | Morten Bundgaard                  | Rémy Matthey de l’Etang            |
| Herreneinzel | Thomas Wapp                              | Morten Bundgaard                  | Markus Arnet                       |
| Dameneinzel  | Santi Wibowo                             | Corinne Jörg                      | Silvia Albrecht                    |
| Dameneinzel  | Santi Wibowo                             | Corinne Jörg                      | Jasmin Pang                        |
| Herrendoppel | Morten Bundgaard Rémy Matthey de l’Etang | Thomas Wapp Pascal Bircher        | Markus Hegar Christian Nyffenegger |
| Herrendoppel | Morten Bundgaard Rémy Matthey de l’Etang | Thomas Wapp Pascal Bircher        | Elias Wieland Robbert de Kock      |
| Damendoppel  | Judith Baumeyer Santi Wibowo             | Fabienne Baumeyer Silvia Albrecht | Rachel Bäriswyl Caroline Kull      |
| Damendoppel  | Judith Baumeyer Santi Wibowo             | Fabienne Baumeyer Silvia Albrecht | Alexia Davidopoulos Jasmin Pang    |
| Mixed        | Morten Bundgaard Santi Wibowo            | Elias Wieland Judith Baumeyer     | Jürg Schadegg Silvia Albrecht      |
| Mixed        | Morten Bundgaard Santi Wibowo            | Elias Wieland Judith Baumeyer     | Pascal Bircher Fabienne Baumeyer   |